# 韋斯特利 (加利福尼亞州)
韋斯特利（英語：Westley）是位於美國加利福尼亞州斯坦尼斯洛斯縣的一個人口普查指定地區。

## 地理
韋斯特利的座標為37°32′54″N 121°12′05″W / 37.54833°N 121.20139°W，而該地最高點為海拔高度27米（即89英尺）。

## 人口
根據2010年美國人口普查的數據，韋斯特利的面積為4.515平方千米，均為陸地。當地共有人口603人，而人口密度為每平方千米133人。